# Haemaphysalis koningsbergeri
Haemaphysalis koningsbergeri är en fästingart som beskrevs av Warburton och Thomas Nuttall 1909. Haemaphysalis koningsbergeri ingår i släktet Haemaphysalis och familjen hårda fästingar. Inga underarter finns listade i Catalogue of Life.